# Congrès du peuple ougandais
Le Congrès du peuple ougandais (Uganda People's Congress en anglais, UPC) est un parti politique d'Ouganda. Il a été fondé en 1960 par Milton Obote, qui a mené le pays à l'indépendance et a dirigé le pays en tant que premier ministre de 1962 à 1966 et en tant que président de 1966 à 1971 et de 1980 à 1985. Obote fut le chef du parti jusqu'à sa mort en octobre 2005, remplacé ensuite par Miria Obote, sa femme. Depuis le 2 juillet 2015, ce parti est présidé par son fils : Jimmy Michael Akena Obote.

## Personnalités
- Cecilia Ogwal